# Alfred Hoare Powell
Alfred Hoare Powell (1865 - 1960) est un architecte britannique Arts and Crafts, et designer et peintre de poterie.

## Carrière
Alfred Powell est né à Reading, Berkshire, le 14 avril 1865, fils de Thomas Edward Powell et d'Emma Corrie.
Il est l'élève en architecture de John Dando Sedding (en), travaillant dans la tradition du «gothique artisanal» inspiré par John Ruskin. Sa femme, Ada Louise Powell, née Lessore (1882-1956) est la fille d'un artiste, et étudie la broderie, la calligraphie et l'enluminure. Ensemble, Alfred et Louise Powell sont célèbres en tant que concepteurs de poterie pour Wedgwoods. Ils peignent eux-mêmes plusieurs milliers de pièces à la main et forment des "peintres" pour Wedgwood. Ils collaborent à la revitalisation des arts et de l'artisanat, rejetant l'industrialisation et concevant des meubles de décoration, de broderie et de céramique, et encourageant un esprit communautaire dans les Cotswolds du Sud.
Alfred Powell avec le jeune architecte Norman Jewson (en) est l'associé le plus important d'Ernest Gimson (en) et des frères Ernest et Sidney Barnsley à Sapperton, dans le Gloucestershire, dans le renouveau Arts and Crafts de Cotswold. Il s'installe à proximité à Gurners Farm, Oakridge Lynch en 1902, mais vend la maison en 1916 et déménage à The Thatched House, Tunley près d'Oakridge, dans les années 1920, et vit ensuite à Tarlton près de Rodmarton. Il travaille avec Detmar Blow et F.W .Troup pour le National Trust et la Society for the Protection of Ancient Buildings.

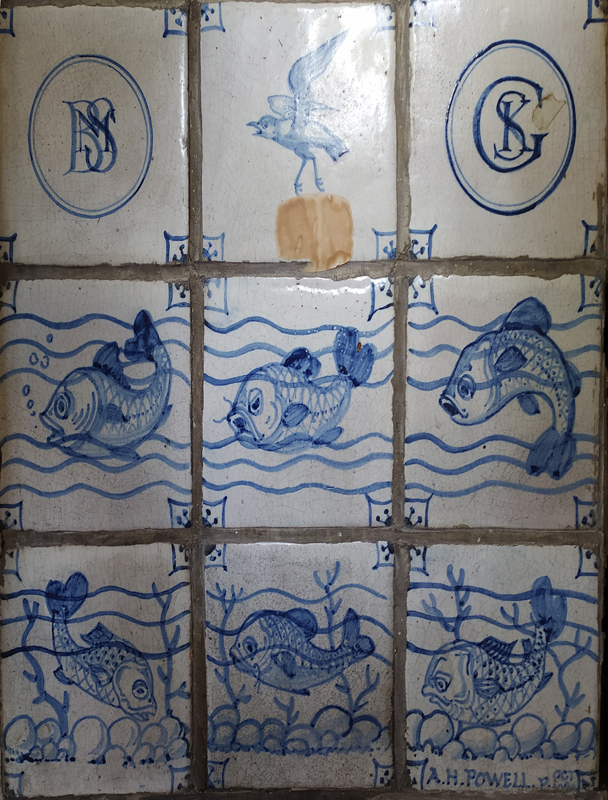
Tuiles de cheminée conçues par Powell

## Travaux architecturaux
Les œuvres architecturales de Powell comprennent un certain nombre d'œuvres pour Hugh Fairfax-Cholmeley, écuyer de Brandsby, Yorkshire. Il conçoit d'importantes modifications et extensions pour la maison de Hugh à Mill Hill (architecte d'origine, Detmar Blow), la faisant passer d'une simple maison conçue pour la vie en communauté à la résidence qu'elle est aujourd'hui. Il dessine les jardins, fleuris et potagers, les portails et tous les éléments extérieurs. Il conçoit Dale End House, Brandsby qui est construit pour l'artiste Joseph Crawhall et sa mère. Il contribue à la conception de la maison des travailleurs de Hugh Fairfax-Cholmeley, pour s'assurer qu'elle n'était pas seulement fonctionnelle, mais de bonne conception. Il conçoit également une cheminée ornementale à Swathgill dans les années 1920, pour les Fairfax-Cholmeley, qui comprend des panneaux et des carreaux peints. Malheureusement, un occupant ultérieur de Swathgill démonte les éléments décoratifs de cette cheminée, mais les tuiles survivent, si un futur occupant choisit de les réinstaller, bien que les panneaux peints aient disparu. Powell conçoit également des carreaux de cheminée pour la maison de Tom Jones à St Nicholas-at-Wade : les carreaux comprennent les initiales de Sidney Kyffin Greenslade (l'architecte qui a conçu la maison) et Molly Bernhard-Smith (le marchand d'art qui a présenté Tom Jones au village). Il fait des réparations à Barrington Court, Somerset et Queens' College, Cambridge ; et des projets avec d'autres membres de l'école Gimson à Pinbury Park et Rodmarton Manor (en), près de Sapperton, et Bedales School dans le Hampshire. Long Copse (1897), à Ewhurst, est très apprécié des contemporains ; elle est décrite par le peintre George Frederic Watts comme la plus belle maison du Surrey.
Son travail architectural est décrit dans le livre de Michael Drury, Wandering Architects: In Pursuit of an Arts and Crafts Ideal.
Il construit une maison d'été et un atelier de poterie à Tarlton. Maintenant appelé Studio Cottage, il s'agit d'une maison à pans de bois classée Grade II (2010), avec un grand terrain et un ha-ha semi-circulaire le séparant des terres environnantes du domaine de Rodmarton. Il est en mauvais état. Il a de nombreuses caractéristiques Arts and Crafts et des accessoires originaux, notamment certaines œuvres de Gimson. L'atelier de poterie est un long bâtiment au toit de chaume utilisé par les Powell dans leur entreprise de conception de poterie et pour former des travailleurs locaux pour Wedgwood.
Alfred Powell édite le volume commémoratif à son ami Ernest Gimson, Ernest Gimson : sa vie et son œuvre (1924), avec des contributions de William Lethaby (en) et F.L. Griggs.

## Littérature et sources
- Good Workmanship with Happy Thought: The Work of Alfred and Louise Powell, Catalogue d'exposition, 1992
- Michael Drury, Wandering Architects: In Pursuit of an Arts and Crafts Ideal, Stamford, Lincs, Shaun Tyas, 2000 (ISBN 190028913X)
- Jacqueline Sarsby, (1997), « Alfred Powell : idéalisme et réalisme dans les Cotswolds », Journal of Design History, vol. 10, n° 4, Artisanat, culture et identité, pp. 375–397